# Max Suter

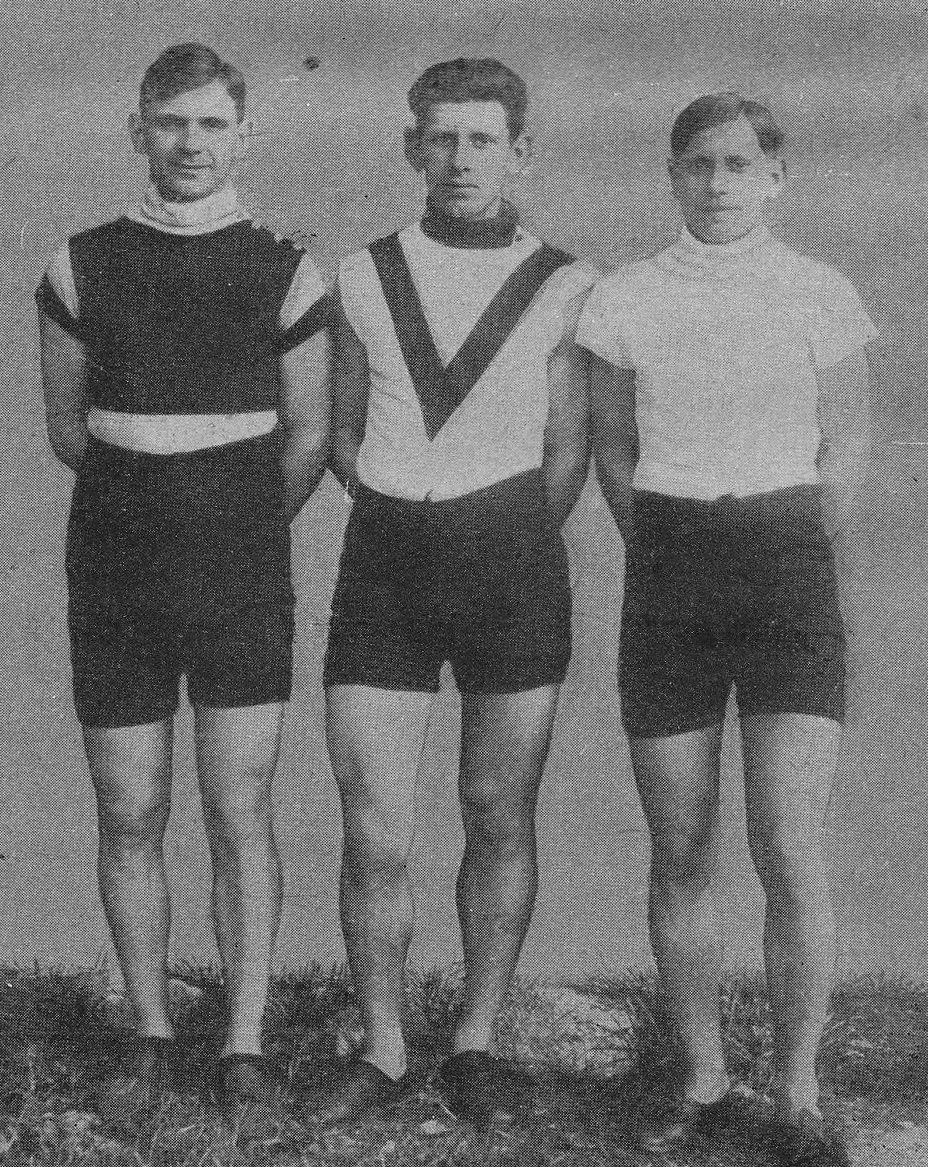
Max Suter (M.) mit seinen Brüdern Paul (l.) und Heiri

Max Suter (* 2. März 1895 in Gränichen; † 14. Oktober 1936 ebenda) war ein Schweizer Radrennfahrer.
Max Suter war einer von sechs Brüdern (Paul, Franz, Fritz, Gottfried und Heiri), die alle Radrennfahrer waren. Er war Profi von 1919 bis 1927.
Im Jahre 1919 wurde Max Suter Schweizer Bergmeister und Fünfter bei Mailand–Sanremo; 1920 wurde er Zweiter der Schweizer Strassenmeisterschaften. 1924 gewann er die Gesamtwertung von Bordeaux–Marseille. Im selben Jahr gewann er die Schweizer Militärmeisterschaft und wurde Dritter bei Rund um Berlin. 1925 siegte Max Suter bei Berlin–Cottbus–Berlin.